# سلامة السيارات

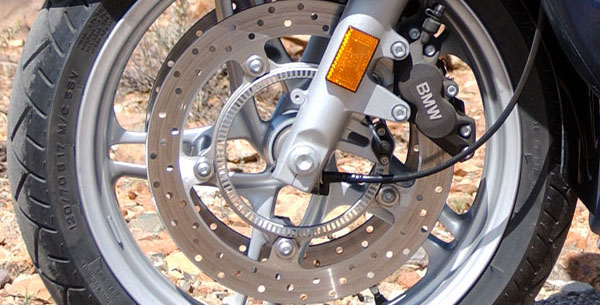
نظام كبح على عجلة دراجة

سلامة السيارات هي تجنب حوادث السيارات أو تقليل الأضرار الناتجة عن الحوادث للحفاظ خاصة على حياة وصحة الإنسان.

## تاريخ أنظمة السلامة في السيارات
لم يكن التطور في تجهيزات أنظمة السلامة في السيارات وليد اللحظة، بل كان تدريجياً حيث بدأ عهد معايير السلامة الحديثة للمركبات في عام 1958م، عندما أسست الأمم المتحدة المنتدى العالمي لتنسيق الأنظمة المتعلقة بالمركبات. وقد قامت وكالة (UNECE) التابعة للجنة الاقتصادية الأوربية في الأمم المتحدة بإرساء مجموعة من المعايير الدولية لسلامة المركبات منها المصابيح والعدادات والفرامل وأنظمة كبح الحركة وقدرة السيارة على حماية راكبيها.
وبدأ الاهتمام بتزويد تجهيزات السلامة داخل المركبة في الدول المصنعة للمركبات منذ الستينات الميلادية من خلال إضافة حزام الأمان ووسادة الرأس للحماية من إصابات الرقبة أثناء الاصطدام الخلفي. وشهدت الأعوام الماضية تطورات عديدة في مجال تقنية السلامة في السيارات، تركزت بشكل أساسي في إتاحة المزيد من أنظمة الأمان والسلامة للركاب حيث توجه مصنعي السيارات والمركبات إلى تعزيز درجة الأمان والسلامة فيها من خلال إضافة الوسادة الهوائية للسائق، والتي تطورت فيما بعد إلى وسائد هوائية أمامية وجانبية، وستائر حماية الرأس وقضبان مانعة للانقلاب وغيرها. مشيرين إلى أن أهم التقنيات الحديثة في مجال السلامة في السيارات، هي نظام مانع الانزلاق الإلكتروني الذي يعمل على كشف الانزلاق ومنعه.

## أهم أنظمة الامان والسلامة في السيارات
الوسائد الهوائية Air bags

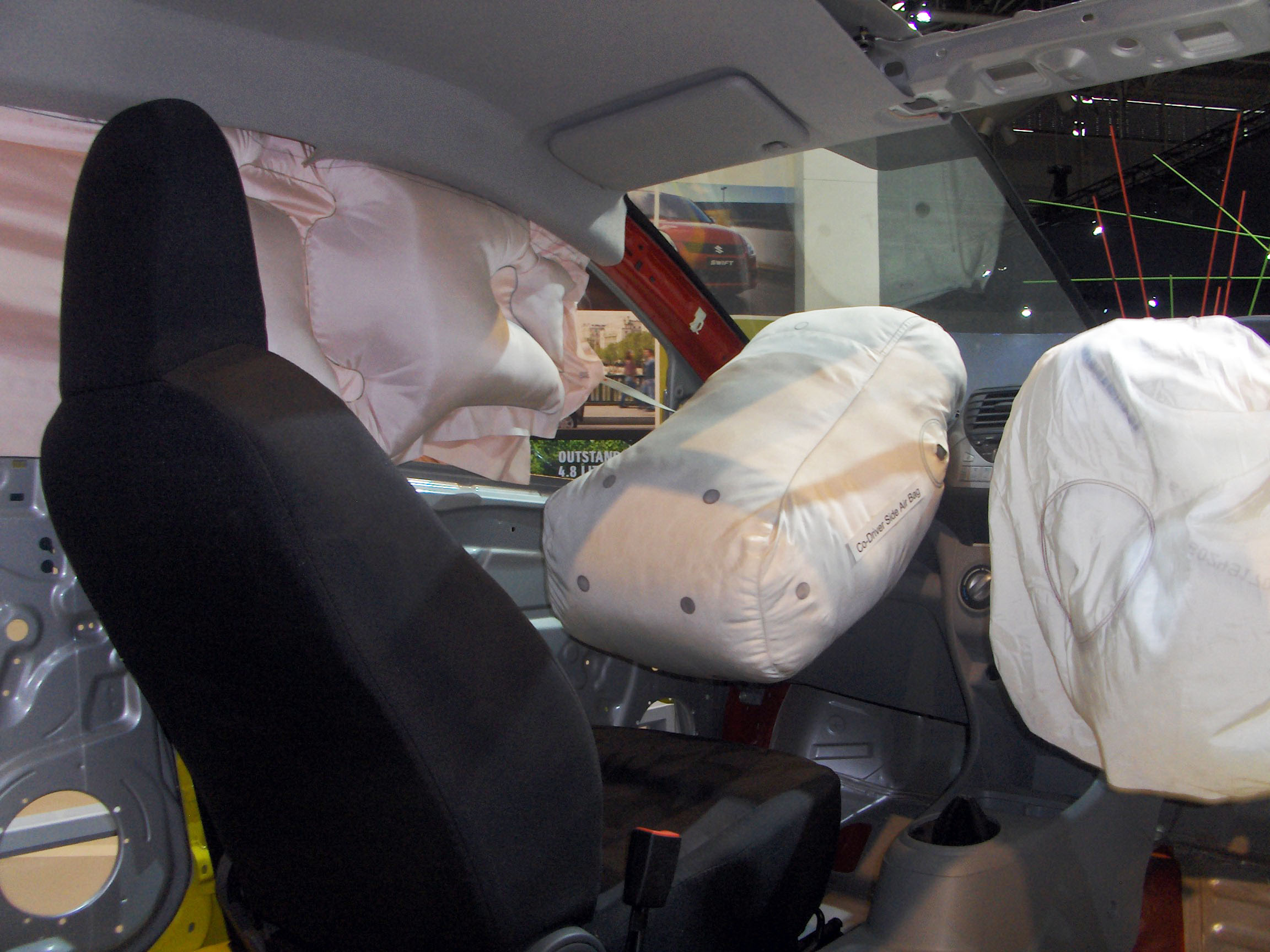
أكياس الهواء في سيارات سوزوكي، 2010

تعد الوسائد الهوائية من أهم أنظمة الامان في السيارات وهي تعمل عن طريق ضخ الهواء بسرعة كبيرة جداً، ويوجد عدد من الحساسات في مقدمة السيارة تقوم بإرسال إشارة كهربائية للوسائد في حالة حدوث تصادم  لتخرج وتحمي السائق من الارتطام بالمقود أو الزجاج الامامي، وهناك وسائد هوائية أمامية تعمل عند حدوث اصطدام أمامي، ووسائد هوائية جانبية وتعمل عند حدوث تصادم جانبي، ووسائد هوائية للركبتين.
حزام الامان Safety Belt
يعد من أهم وأقدم وسائل الامان، ومهمته حماية السائق والركاب من الارتطام بأجزاء السيارة المختلفة في حالة حدوث تصادم بالإضافة إلى تثبيت السائق من الاندفاع خارج السيارة.
نظام مانع انغلاق المكابح ABS
وهو اختصار لـ Anti-lock Braking System (ABS) وهو من أهم انظمة السلامة في السيارات الحديثة، ويعمل على منع المكابح من القفل على العجلات، وبالتالي تجنب الانزلاق الغير منضبط للسيارة الامر الذي يؤدي إلى تقليل مسافة الوقوف دون حدوث انزلاق ويسمح للسائق بالتحكم باتجاه السيارة بشكل أكبر في الحالات الطارئة.
نظام مانع الانزلاق أو التراكشن كنترول
يعد نظام مانع الانزلاق (Traction control system) أحد أنظمة السلامة المهمة للسيارات المصممة لمساعدتها على تفادي حدوث انزلاق للإطارات والتأكد من تماسك الاطارات على الطريق عند التسارع على طرق منخفضة الاحتكاك، فعند دوران الإطار بشكل أكبر من الإطار المقابل يتدخل النظام ويقوم بإطباق المكابح على الإطار لكي يتم إرسال القوة للإطار الآخر.
نظام الثبات الإلكتروني (ESC)
نظام الثبات الإلكتروني (ESC) (Electronic stability control) أحد أنظمة السلامة المهمة وهو نظام يحافظ على ثبات وتوازن السيارة أثناء الانعطاف المفاجئ ونظام الثبات الإلكتروني يعمل بشكل تكاملي مع نظام مانع الانغلاق (ABS) ويرمز إلى النظام أيضا Electronic stability program (ESP).
نظام مراقبة ضغط الإطارات TPMS
نظام مراقبة ضغط الإطارات هو اختصار لـ tire-pressure monitoring system ويرمز له بـ TPMS وهو نظام يقوم بمراقبة ضغط الاطارات عن طريق مستشعرات مثبتة على العجلة ويقوم بتحذير السائق عند انخفاض ضغط الإطارات من خلال مؤشر أصفر يظهر على لوحة القيادة.
نظام مثبت السرعة التكيفي ACC
نظام تثبيت السرعة التكيفي هو أحد أنظمة التي المساعدة للسائق خصوصاً في الخطوط الطويلة وهو اختصار لـ ACC (Adaptive Cruise Control) وتسمية بعض الشركات بـ RCC  (Radar Cruise Control)  ووظيفته تثبيت سرعة السيارة  مع المحافظة على مسافة معينة بالسيارة الامامية، فالنظام يقوم بخفض السرعة تلقائياً إذا اقتربت سيارتك من السيارة التي أمامها ويعود بالتسارع إذا ابتعدت دون الحاجة لإلغاء النظام.
نظام التحذير من مغادرة المسار LDWS
وهو أحد أنظمة السلامة المساعدة للسائق وهو اختصار لـ Lane Departure Warning System ووظيفته تحذير السائق عند مغادرة المسار بدون قصد (إذا كان النظام مفعل) من خلال إصدار أصوات تنبيه (وفي بعض السيارات يحدث اهتزاز في المقود)، ويستخدم النظام كاميرا مثبتة خلف المرآه الوسطية بالزجاج الامامي لقراءة خطوط السير البيضاء أو الصفراء، ولكي يعمل النظام بشكل فعال يجب أن تكون خطوط السير واضحة لكي تستطيع الكاميرا التعرف عليها وقراءتها.
نظام مراقبة النقطة العمياء BSM
نظام مراقبة النقطة العمياء BSM  هو اختصار لـ Blind Spot Monitoring والنظام عبارة عن مجموعة من الحساسات لرصد ومراقبة السيارات الأخرى التي تمر بجانب السائق، وظيفتها تنبيه السائق عند وجود سيارة أو جسم في المنطقة التي لا يستطيع السائق رؤيتها والتي تعرف بالنقطة العمياء.
نظام التنبيه لحركة المرور الخلفية RCTA
وهو اختصار لـ Rear Cross Traffic Alert (RCTA) وهو أحد أنظمة السلامة المساعدة للسائق ويشابه في عملة نظام مراقبة النقطة العمياء BSM ، ويقوم النظام بتنبيه السائق عند وجود سيارة تقترب منه عند الرجوع للخلف، وبسبب وجود نقاط عمياء كثيرة بالخلف فقد تم تصميم النظام لمساعدة السائق على الرجوع للخلف بشكل آمن
نظام الإضاءة الأمامية المتكيفة (AFS)
وهو أحد أنظمة الامان والسلامة وهو اختصار لـ Adaptive Front-Lighting System ووظيفة تحسين الرؤية الليلية للسائق وتوفير رؤية جيدة، من خلال تحسين توزيع الضوء الصادر من المصابيح الامامية بحسب ظروف القيادة، فعند الانعطاف بالسيارة يتم توزيع الضوء بحسب درجة انعطاف السيارة لضمان إنارة جيدة.
نظام الاصطفاف التلقائي Parking assist System
وهو اختصار لـ  Parking Assist System (PAS) وهو أحد الانظمة المساعدة للسائق حيث يقوم النظام بالمناورة لصف السيارة في موقف بشكل شبة أتوماتيكي بالإضافة إلى إخراج السيارة من الموقف، ويقوم النظام بالتحكم بوزن المقود وعلى السائق التحكم بالقير والفرامل حسب التعليمات التي سيتم النظام أخبارك بها وذلك أما بالتحرك للأمام أو للخلف، وعند المرور بموقف سيارات يقوم النظام بأخبارك في حال كان هناك موقف متاح ومناسب لسيارتك.
نظام تنبيه السائق أو الكشف عن النعاس
وهو نظام يقوم بمراقبة السائق، من خلال كاميرا أمامية ومستشعرات أخرى، للكشف عن أي علامات إرهاق تبدو على السائق (كالنعاس والتثاؤب) ليقوم النظام بتنبيه السائق ليأخذ قسط من الراحة، ويعمل عندما تكون سرعة السيارة ما بين نحو ٦٥ إلى ١٤٠ كم/ساعة.
نظام تمييز المشاة Pedestrian Detection System
وهو أحد أنظمة الامان والسلامة والذي ساعد في تقليل عدد الضحايا الناتجة من الحوادث، ويعمل النظام على تمييز المشاة والمارة وعند الاقتراب منهم يقوم النظام بإصدار صوت تنبيه فأن لم يستجب السائق يقوم النظام بالفرملة التلقائية وتختلف جودة النظام وكفاءته من شركة لأخرى ويستخدم النظام الرادار بعض الحساسات لمراقبة أي شخص قد يمر أمام السيارة.

## وسائل السلامة في السيارات
- تفقد ضغط الإطارات قبل السفر في طريق طويل
- تعبئة ماء لتبريد السيارة إذا ارتفعت حرارتها
- عدم استعمال الإطارات المستعملة والقديمة
- الحرص على الفحص الدوري للسيارة
- الحرص على سلامة نظام الوسادة الهوائية
- تغيير زيت المحرك والحرص على عدم وجود تسريب
- ربط حزام الأمان
- عدم التحدث بالجوال
- عدم الانشغال بالأطفال
- وضع الأطفال بالمقعد المخصص لهم

## وصلات خارجية
- الاستعلام عن المخالفات المرورية في السعودية
- نظام ساهر
- صور سيارات
- نصائح هامة
- سيارات
- صور سيارات
- حوادث سيارات